# Świr (jezioro)
Świr (biał. Свір, Сьвір) – jezioro na Białorusi na granicy rejonów miadziolskiego i smorgońskiego, leżące ok. 27 km na południowy zachód od miasta Miadzioł.
Świr należy do Świrskiej grupy jezior. Jezioro ma silnie wydłużony kształt z północnego zachodu na południowy wschód. Położone jest na wysokości 149 m n.p.m. Jezioro ma powierzchnię 22,28 km², a jego wymiary to 14,1 × 2,27 km. Średnia głębokość wynosi 4,7 m, zaś maksymalna 8,7 m. Długość linii brzegowej to 31,2 km. Objętość misy jeziornej wynosi 104,3 mln m³. Zlewnia jeziora zajmuje obszar 364 km² i należy do zlewni rzeki Stracza.
Zachodnie stoki jeziora mają wysokość 12–15 m (miejscami do 25 m), są uprawiane lub porośnięte krzakami. Wschodnie brzegi o wysokości 3–5 m porasta las. Przeważa głębokość ok. 6 metrów, zaś na południu 2 i 3,4 m. Dno do 4 m jest piaszczyste, poniżej pokryte sapropelem. Jezioro jest zarośnięte wzdłuż wschodniego brzegu. Pas trzciny i oczeretu osiąga miejscami 200 m szerokości.
Wzdłuż zachodniego brzegu Świra biegnie droga R-95. Jezioro jest użytkowane w celach rekreacyjnych. Znajduje się nad nim sanatorium „Świr”.